# فابيو سانتوس (لاعب كرة قدم)
فابيو سانتوس هو لاعب كرة قدم برتغالي، ولد في 4 مايو 1994 في Quelfes ‏ في البرتغال. لعب مع نادي أولهانينسي.

## وصلات خارجية
- فابيو سانتوس على موقع قاعدة بيانات كرة القدم.إي يو (الإنجليزية)
- فابيو سانتوس على موقع Soccerway.com (الإنجليزية)